# Konstanty Baranowski
Konstanty Baranowski (ur. 1 maja 1889, zm. 1940) – polski oficer, zamordowany przez funkcjonariuszy radzieckiego ministerstwa spraw wewnętrznych. 

## Życiorys
Wyznania rzymskokatolickiego. Szlachcic herbu Ostoja. Pochodził z Kurlandii, z miasta Mitawa. Wykształcenie ogólne zdobył w Szkole Realnej w Mitawie, wojskowe w Nikołajewskiej Szkole Inżynieryjnej, studia ukończył 15 września 1916. Chorąży ze starszeństwem od 01 czerwca 1916. 
Uczestnik I wojny światowej. Młodszy oficer Wyborskiej kompanii saperów twierdzy Wyborg od 18 grudnia 1916. Służył w I Korpusie Polskim i 4 Dywizji Strzelców Polskich. 
Od 1918 w Wojsku Polskim. Emeryt od 1929. Podczas II wojny światowej został aresztowany i wysłany do obozu w Starobielsku, a następnie przetransportowany do Charkowa i zamordowany w charkowskim oddziale NKWD w kwietniu lub maju 1940. Spoczywa na cmentarzu ofiar totalitaryzmu w Charkowie, gdzie wzniesiono mu tablicę pamiątkową. Symboliczne miejsce pochówku znajduje się również w Toruniu, gdzie mieszkała jego żona i córka.
Rodzina: ojciec – szlachcic, generał major Imperium Rosyjskiego i generał podporucznik Wojska Polskiego, Antoni Longin Baranowski, matka – szlachcianka (herbu Doliwa) Maria Eufrosinia Iwanowna Zacharżewska. Żona Kazakowa Olga Matwiejewna, córka Irina (ur. 31 maja1925) .

## Nagrody i odznaczenia:
- Odznaka pamiątkowa I Korpusu Polskiego (1918)
- Odznaka pamiątkowa 4 Dywizji Strzelców Polskich (1919)
- Krzyż Walecznych (1921)
- Brązowy Medal za Długoletnią Służbę (1938)
- Srebrny Medal za Długoletnią Służbę (1938)[1]